# Herberto Hélder
Herberto Hélder de Olivera (Funchal, 23 novembre 1930 – Cascais, 23 marzo 2015) è stato un poeta portoghese.

## Biografia
Negli anni '60 viaggiò in Francia, Paesi Bassi e Belgio, svolgendo umili lavori ai margini della società. Ad Anversa si occupava di introdurre i marinai al mondo della prostituzione. Inizialmente attratto dal surrealismo, ha poi rivolto la sua opera al neorealismo. Nei suoi versi fa largo uso di introspezioni psicologiche e immagini oniriche.
Nel 1994 rifiutò il premio Pessoa.

## Opere
- O Amor em visita (Love in visit), Lisbon, 1958
- A Colher na Boca (The spoon in the mouth), Lisbon, 1961
- Poemacto (Poemact), Lisbon, 1967
- Lugar (Place), Lisbon, 1962
- Electronicolirica (Electronicalyrics), Lisbon, 1964
- Húmus (Humus), Lisbon, 1967
- Retrato em movimento (Portrait in movement), Lisbon, 1967
- O bebedor nocturno (The nocturnal drinker), Lisbon, 1968
- O ofício cantante (The singing craft), Lisbon, 1968
- Cobra (Snake/Cobra), Lisbon, 1977
- Photomaton e Vox (Photomaton and Vox), Lisbon, 1979
- Poesia Toda (All Poetry), Lisbon, 1981
- A Cabeça entre as mãos (The head between the hands), Lisbon, 1982
- As Magias (1987)
- Última Ciência (1988)
- Do Mundo (1994)
- Poesia Toda (1º vol. de 1953 a 1966; 2º vol. de 1963 a 1971) (1973)
- Poesia Toda (1ª ed. em 1981)
- A Faca Não Corta o Fogo – Súmula & Inédita (2008)
- Ofício Cantante (2009)
- Servidões (2013)
- A Morte sem Mestre (2014)